# لین فنته
لین فنته (هلندی: Leen Vente؛ ۱۴ مه ۱۹۱۱ – ۹ نوامبر ۱۹۸۹) بازیکن فوتبال اهل هلند بود.

## باشگاهی
از باشگاه‌هایی که در آن بازی کرده‌است می‌توان به باشگاه فوتبال فاینورد اشاره کرد.

## تیم ملی
وی همچنین در تیم ملی فوتبال هلند بازی کرده‌است.